# 小行星5779
小行星5779（英語：5779 Schupmann）是一颗围绕太阳公转的小行星。1990年1月23日，上田清二、金田宏在钏路市发现了此天体。
这颗小行星的绝对星等为316.20323等。